# 托·迈耶环形山

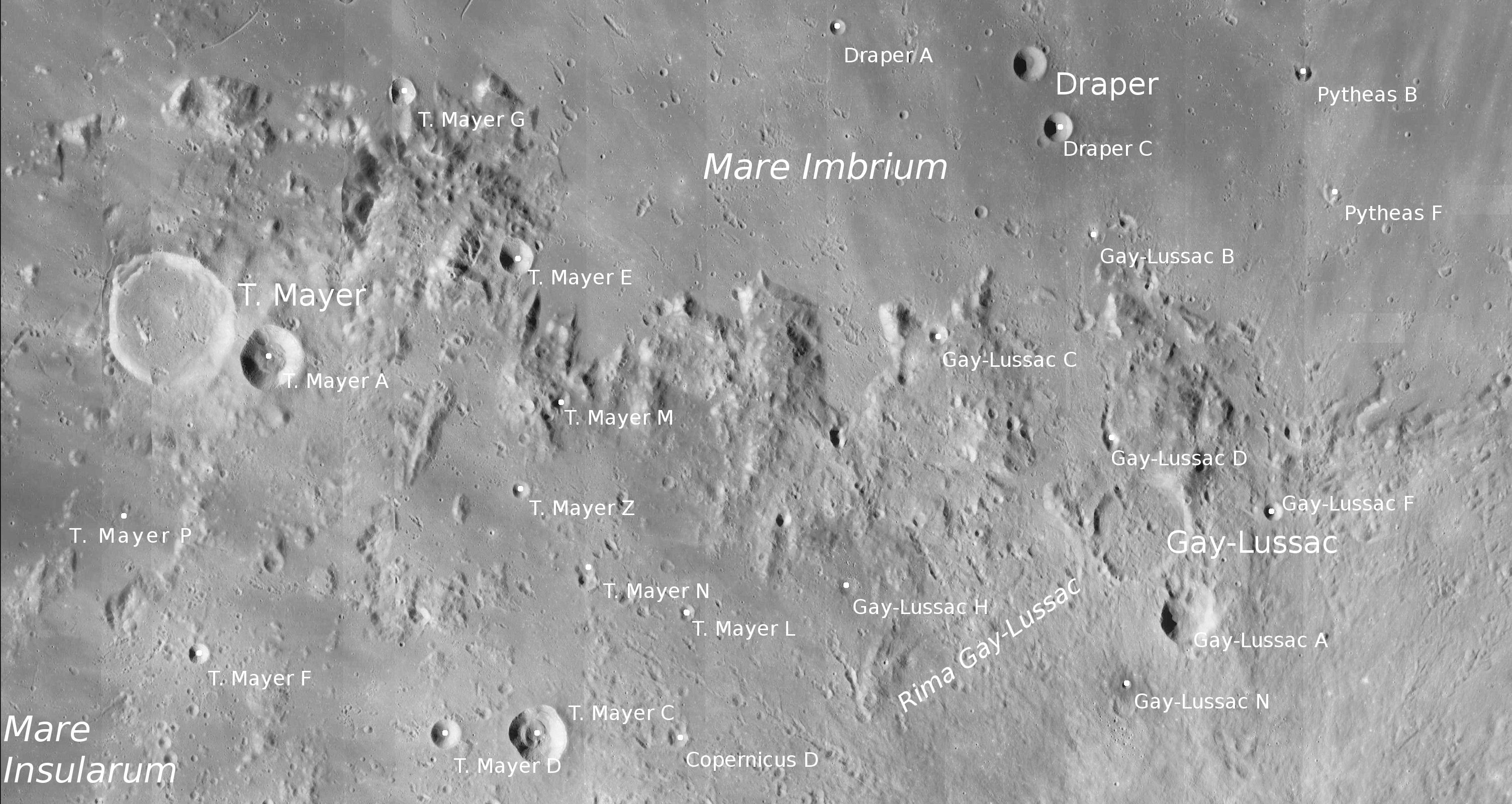
托·迈耶环形山及周边

托·迈耶环形山(T. Mayer)或"托拜厄斯·迈耶环形山"(Tobias Mayer)是月球正面喀尔巴仟山脉西端一座最大的月球陨石坑，形成于早雨海世。其名称为1802年约翰·希罗尼穆斯·施罗特取自以十八世纪德国制图师和天文学家约翰·托比亚斯·迈耶(Johann Tobias Mayer)，1935年被国际天文联合会批准采纳。

## 描述
该陨石坑西邻贝萨里翁环形山、西北为布雷利环形山、西北偏西是娜塔莎陨石坑、北面坐落着欧拉陨石坑、东北偏东是德雷伯陨石坑、东南偏东有盖-吕萨克陨坑、东南是醒目的哥白尼环形山、南面则是米利奇乌斯陨石坑。托·迈耶环形山的西面坐落着风暴洋、东北和南面分别是雨海和岛海；西南分布着一条"托·迈耶月溪"。陨石坑的中心点月面坐标为北纬15.54°、西经29.17°，直径33.2公里、
深度2920米。
托·迈耶环形山深嵌于崎岖的山脊地区，外形接近圆状，其中：东侧和东北侧附靠在山脊上，西北侧外壁几乎已损毁，东南侧壁则紧连着碗状的卫星坑"托·迈耶 A"。除东部外，陨坑内侧壁较为平直光滑，南、北二侧各有鞍形凹陷，东侧壁较坑底表面高出3000米并显示有台地状的结构。托·迈耶环形山总体积(容积)约有770公里³。坑内地表平坦，只点缀着少数几座小陨坑，中心点偏北有一座小中央峰，西部则是一组低矮的小山。
托·迈耶环形山南面是一群月丘，其中一些的丘顶上有微型陨坑，这些月丘是月球上火山活动的结果。

## 卫星陨石坑
按惯例，通过在最靠近托·迈耶环形山的卫星陨石坑中心点旁放置字母，以在月图中标示它们。

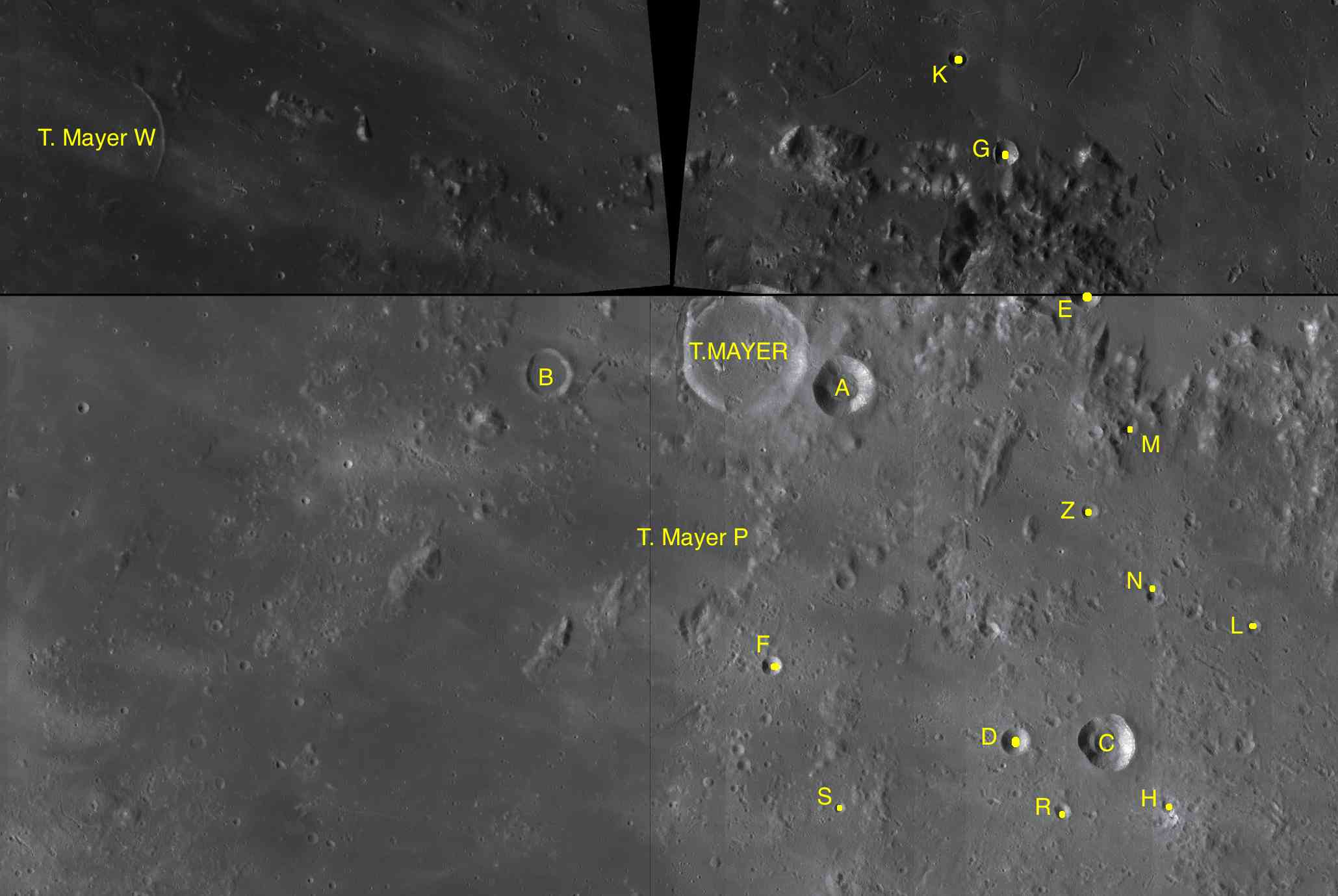
LAC-39, LAC-40, LAC-57, LAC-58 拼接图

| 托·迈耶环形山 | 纬度    | 经度    | 直径    |
| ------------- | ------- | ------- | ------- |
| A             | 15.3° N | 28.3° W | 16 公里 |
| B             | 15.4° N | 30.9° W | 13 公里 |
| C             | 12.2° N | 26.0° W | 15 公里 |
| D             | 12.2° N | 26.8° W | 8 公里  |
| E             | 16.1° N | 26.2° W | 9 公里  |
| F             | 12.9° N | 28.9° W | 6 公里  |
| G             | 17.3° N | 27.1° W | 7 公里  |
| H             | 11.7° N | 25.5° W | 3 公里  |
| K             | 18.1° N | 27.6° W | 5 公里  |
| L             | 13.2° N | 24.7° W | 4 公里  |
| M             | 14.9° N | 25.6° W | 5 公里  |
| N             | 13.5° N | 25.6° W | 5 公里  |
| P             | 14.0° N | 29.5° W | 35 公里 |
| R             | 11.6° N | 26.4° W | 5 公里  |
| S             | 11.7° N | 28.3° W | 3 公里  |
| W             | 17.5° N | 34.9° W | 34 公里 |
| Z             | 14.2° N | 26.1° W | 4 公里  |

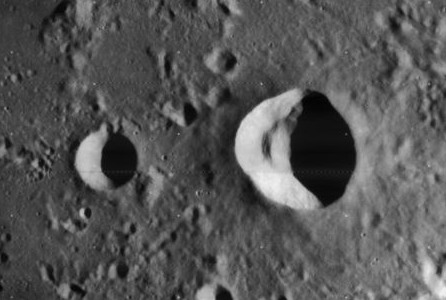
月球轨道器4号拍摄的托·迈耶C环形山(右)和托·迈耶D环形山(左)
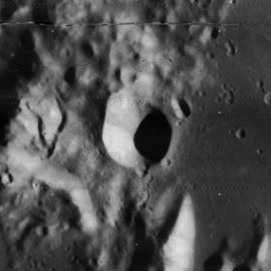
月球轨道器4号拍摄的托·迈耶E环形山